# آب‌انبار صیدکلا
آب‌انبار صید کلا مربوط به دوره قاجار است و در شهرستان نور، بخش چمستان، دهستان ناتل‌رستاق، روستای صید کلا واقع شده و این اثر در تاریخ ۲۸ اسفند ۱۳۸۵ با شمارهٔ ثبت ۱۸۶۹۲ به‌عنوان یکی از آثار ملی ایران به ثبت رسیده است.